# エドワード・P・トムスン

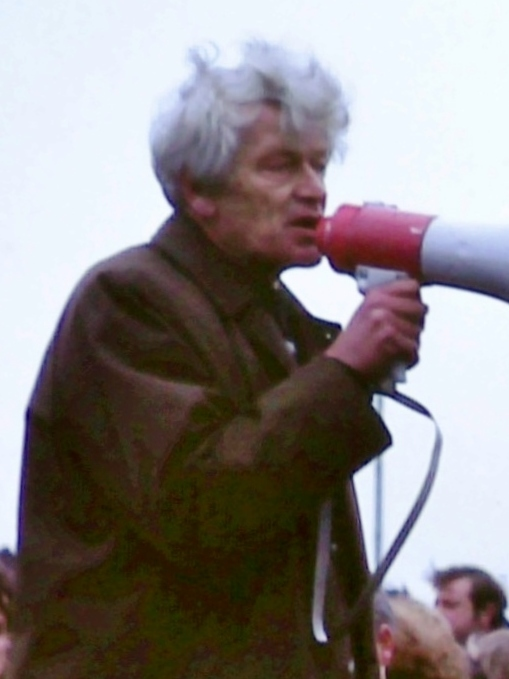
E. P. Thompson (1980)

エドワード・パルマー・トムスン（英語：Edward Palmer Thompson, 1924年2月3日 - 1993年8月28日）は、イングランドの歴史家、社会主義者、および平和運動家。
18世紀末から19世紀初頭にかけての、英国のラディカルな社会運動をめぐる著作、『イングランド労働者階級の形成』（原著：1963年）として最も有名だが、彼はまた、ウィリアム・モリス の伝記 (1955年) およびウィリアム・ブレイク についての研究書 (1993年、出版は彼の死後) を出版しているほか、多産なジャーナリスト、エッセイストでもあり、さらには『シカオス文書』というSF小説や詩集を出版してもいる。共産党の知識人メンバーの一人であり、 1956年のハンガリーへのソヴィエト軍の侵攻の対処をめぐって離党することにはなったが、1950年代末期の英国における第一次ニューレフトにおいて重要な役割を担った。彼は、1964-70年および1974-79年の労働党政府に対する、意気軒昂な左翼・社会主義の論客であり、1980年代には、ヨーロッパにおける反核運動を先導する知識人であった。

## 幼少期
トムスンはオックスフォードで、メソジスト宣教会の両親のもとに生まれた、彼はバスのキングズウッド校で教育を受けた。第二次世界大戦のあいだ、 彼はイタリアで戦車部隊に従軍したあと、ケンブリッジ大学のコーパス・クリスティ・コレッジで学び、そこで共産党に入党した。1946年に、彼は、クリストファー・ヒル、エリック・ホブズボーム、ロドニー・ヒルトン、ドナ・ドールらとともに共産党歴史家グループを結成した。 このグループが1952年から刊行した雑誌『過去と現在』はたいへん注目された。

## ウィリアム・モリス
トムスンの最初の主要著作は、ウィリアム・モリスの伝記であり、彼が共産党員だった時代に執筆された。副題が「ロマン主義者から革命主義者へ」となっており、モスクワからの指示にいつでも従うことをめぐって非難にさらされていた時代に、英国におけるマルクス主義の国内でのルーツを強調するという、トールが創案した、共産党の歴史家グループによる試みの一部であった――だが、それはまた、50年以上にわたって、彼の芸術を強調し、彼の政治参加を過小評価してきた批評家たちから、モリスを試みでもあった。
モリスの政治的著作はそれまでも充分目立ったものだったとはいえ、トムソンはまた、自身の文学的才能を、初期のロマン主義的な詩作品のような、それまでは比較的少ししか考察されてこなかった作品がもつ諸側面についてコメントするのにも用いている。
第二版（(1976年）に注記されているように、初版（1955年）が、相対的にみて、知識人からさしたる注目を受けなかったように思われるのは、それが時代遅れのマルクス主義的観点からのものだったからである。しかしながら、さらにいくぶんかは書き込まれた第2版はもう少し好意的に受け入れられた。

## 第一次ニューレフト
スターリンの犯罪をソヴィエトの指導部が黙過していたことを暴露した、1956年のソヴィエト連邦共産党の第20回党大会におけるニキータ・フルシチョフの「秘密の演説」の後、トムスンは（ジョン・サヴィルや他のメンバーとともに）、共産党内部で、『リーズナー』という名前の反体制の出版物を出し始めた。6ヵ月後に、彼は自分の同僚のほとんどとともに、ハンガリー動乱に失望して、共産党を離党した。
だが、彼は自分で"社会主義的ヒューマニスト"と呼んだ立場にはとどまり、サヴィルらとともに、『ニューリーズナー』誌を立ち上げ、 共産党による公式マルクス主義、トロツキストたち、統制主義的な労働党の社会民主主義その国際的同盟者たちのような編集者たちが骨ばっていると見なしたものに代わる社会民主主義的な代替案を展開することを模索した。『ニューリーズナー』は、 "ニューレフト"として、つまり1950年代末や1960年代初頭における核軍縮に向けた初期の運動と密接に結びついた反体制左翼の非公式運動として知られるようになったもののうちで、もっとも重要な機関誌であった。
『ニュー・リーズナー』誌は、1960年に、『大学および左翼評論』誌と合併し、『ニュー・レフト・レヴュー』となったが、トムスンらはfell out with the group around 立ち上げのあとすぐに雑誌を乗っ取ることになるペリー・アンダーソンを中心とする集団と仲違いをし、袂を分かった。それ以来、トムスンやその仲間たちの新左翼を"第一次ニューレフト"、1968年以降にタリク・アリとさまざまなトロツキストたちを抱き込んだ、アンダーソンやその仲間たちの集団を、第二ニューレフトと呼ぶことが流行った。
トムスンはその結果、『ソシアル・レジスター』年報の出版者と組むことになり、（レイモンド・ウィリアムズやステュワート・ホールとともに） ハロルド・ウィルソンの1964-70年の労働党政権への、左翼からの主要な異議申し立てのひとつである、1967年の『メーデー・マニフェスト』の編者のひとりとなった。

## イングランド労働者階級の形成
トムソンの著作のうち最も影響力があったのは、リーズ大学で研究をしていた1963年に出版された『イングランド労働者階級の形成』であり、その影響は今も続いている。それが語るのは、18世紀末から19世紀初頭の世界から取り残された初期労働者階級の人びとの忘れられた歴史である。この著作の序文で、トムスンは次のようにして、歴史を書くための自分のアプローチを説明している。
「わたしが試みているのは、貧しい靴下職人、ラッダイト運動の小作人、'時代遅れ'の手織り織機工、'ユートピア的'職人たちであり、さらには、恥知らずな子孫たちによって裏切られたジョアンナ・サウスコットの仲間たちさえ、救おうとすることなのである。彼らの工芸や伝統は死にゆくところだったのかもしれない。新たな産業主義に対する彼らの敵意は、後ろ向きのものだったかもしれない。彼らの協働主義的な理念は空想的だったかもしれない。彼らの反乱謀議は向こう見ずなものだったかもしれない。だが、彼らは先鋭な社会的騒動の時代を生き抜いたが、わたしたちはそうではない。彼ら自身の経験からしてみれば、彼らの野望も妥当なものだといえる。そして、もしも彼らが歴史の因果性なのだとしたら、彼らは、彼ら自身の人生のなかに追い込まれ、因果性として残り続ける。」
この著作は調査と分析による労作であるとともに、史料編纂という意味においても重要である。これによってトムソンが示したのは、マルクス主義歴史学の力は、現実の血の通った労働者の経験に由来するものであるということである。この本はその出版以来、40年以上にわたって、大学での読書リストのなかにその題名が残り続けている。

## フリーランスの論客として
トムスンは学術の商業化に反対して、ウォーリック大学を辞職するが、この経緯は『ウォーリック大学株式会社』（1971年）のなかに記録されている。彼は客員教授として、主にアメリカ合衆国で授業や講演を続けたが、だんだんとフリーランスの書き手として働く機会が増えていった。彼はフリーランスに転じて、『ニューソサエティ』誌、『ソシアリスト・レジスター』誌、 歴史評論誌にエッセイを寄稿するようになる。1978年に、彼は『理論の貧困』を出版し（彼はここで、半事実主義を指して"非歴史的なクソ"という有名な喩えを披露した）、そこで、ルイ・アルチュセールの構造主義的マルクス主義および、『ニューレフトレヴュー』誌上での英国における彼の追随者たちを批判したが、これをきっかけとして、ペリー・アンダーソンからの、『イングランド・マルクス主義内部での議論』と題された、本ほどの長さのある反論が起こった。 
1970年代末には、彼は、それ以後の労働党政権による市民的自由の軽視に対する批判者としての役割を、多数の公衆に求めるようになった――この時期の彼の著作は、『蝋燭の傍での書きもの』(1980年)に収められている。

## 平和運動についての発言
1980年以後、トムスンは、復活した核軍縮運動におけるもっとも突出した知識人となり、世界各地の活動家たちの尊敬を集めた。英国において、政府の小冊子「防衛と生存en:Protect and Survive」のパロディである、彼のパンフレット「抗議と生存」は、反核キャンペーンが勢いを取り戻すにあたって重要な役割を果たした。それと同じく重要なことは、トムスンは、ケン・コーツ、メアリー・カルドーらとともに、1980年のヨーロッパ核軍縮アピールの著者の一人として、ポーランドからポルトガルにいたるヨーロッパ非核地帯の呼びかけを行っており、それがヨーロッパ非核運動（Europe Nuclear Disarmament, END）の設立文書となった。紛らわしいことに、ENDは、一連の大きな公的会議を組織するヨーロッパ規模のキャンペーンであると同時に、英国における小さな圧力団体でもあった。 
トムスンは、無数の市民会合で演説をしたり、同僚の活動家たちや共感する知識人に対応したり、また委員会活動で彼に求められた以上の仕事をこなしたりするなど、1980年代を通じ、ENDおよびCNDの双方において重要な役割を果たした。なかでも彼は、西ヨーロッパの平和運動と、ソヴィエト支配下の東ヨーロッパ、とりわけハンガリーおよびチェコスロヴァキアにおける反体制運動のあいだに、対話を開くにあたって、重要な役割を担った－－彼はそのことをもって、アメリカ帝国主義の手先だとしてソヴィエト当局から非難を受けた。 
彼はこの時期、何ダースもの論争的な記事やエッセイを書いているが、それらの文章は『ゼロ・オプション』(1982年)および『ヘビーダンサーズ』(1985年)という2冊の著作のなかに収められている。彼はまた、冷戦の両側のイデオロギー論者を批判した長大なエッセイ、「二重露出」(1985年)を執筆したり、ロナルド・レーガンによる戦略防衛構想、いわゆるスターウォーズ計画 (1985年)に反対して書かれたエッセイ集を編集したりした。

## ウィリアム・ブレイク
トムスンが書き終えた最後の著作は『野獣に逆らう証人――ウィリアム・ブレイクと道徳律』(1993年)であった。数年間を研究に費やし、彼の死のすぐあとに出版されたこの作品は、ブレイクが反体制的宗教理念からどれほどの着想をえており、それがイングランド市民戦争の時代における、君主制にもっともラディカルに反対する思考にそのルーツを持ったものだったということを説得的に示している。

## 私生活
トムスンは仲間の左翼の歴史家だったドロシー・タワーズと1948年に結婚した。彼女はチャーチスト運動における女性たちについての研究、ヴィクトリア女王（「'ジェンダーと権力'」という副題の付された）についての研究で貢献をしているほか、バーミンガム大学において歴史学の教授をつとめた。

## 主要著作

### 単著
- William Morris: Romantic to Revolutionary,  (Lawrence & Wishart 1955, revised 2nd ed., 1976).
『ウィリアム・モリス――ロマン派から革命家へ』川端康雄監訳（月曜社、2025年）
- en:The Making of the English Working Class, (Victor Gollancz, 1963, 2nd ed., 1968, 3rd ed., 1980).
『イングランド労働者階級の形成』市橋秀夫・芳賀健一訳（青弓社、2003年）
- Moral Economy of the English Crowd in the Eighteenth Century, 1971
- Warwick University Limited, (Penguin, 1971).
- Open Letter to en:Leszek Kolakowski, (en:Socialist Register, 1974).
- Whigs and Hunters: The Origin of the Black Act, (Allen Lane, 1975, Penguin, 1977).
- The Poverty of Theory and Other Essays, (Merlin Press, 1978).
- Writing by Candlelight, (Merlin Press, 1980).
- Protest and Survive, (Penguin, 1980).
- Zero Option, (Merlin Press, 1982).
『ゼロ・オプション――核なきヨーロッパをめざして』河合秀和訳（岩波書店：岩波現代選書、1983年）
- The Heavy Dancers, (Merlin Press, 1985).
- Double Exposure, (Merlin Press, 1985).
- Star Wars, (Penguin, 1985).
- en:The Sykaos Papers, (Bloomsbury, 1988).
- Customs in Common: Studies in Traditional Popular Culture, (Merlin Press, 1991).
- Witness Against the Beast: William Blake and the Moral Law, (Cambridge University Press, 1993).
- Making History: Writings on History and Culture, (New Press, 1994).
- The Romantics: England in a Revolutionary Age, (Merlin Press, 1997).
- The Collected Poems, (Poetry, 1999).

### 編著
- Out of Apathy, (Stevens, 1960).

福田歓一・河合秀和・前田康博訳『新しい左翼――政治的無関心からの脱出』（岩波書店, 1963年）
- Albion's Fatal Tree: Crime and Society in Eighteenth Century England, (Allen Lane, 1975).

### 共編著
- Protest and Survive, co-edited with Dan Smith, (Penguin, 1980).

丸山幹正訳『世界の反核理論』（勁草書房, 1983年）

## さらに詳しく
- Anderson, Perry Arguments within English Marxism, London: Verso, 1980.
- Johnson, R. "Edward Thompson, Eugence Genovese and Socialist-humanist History" pages 7-9 from History Workshop Journal, Volume 6, 1978.
- Kaye, Harvey The British Marxist Historians, Cambridge: Polity Press, 1984.
- Harvey J. Kaye and Keith McClelland, editors E.P.Thompson: Critical Perspectives Polity Press, London, 1990.
- Merrill, M. "Interview with E.P. Thompson" pages 5-25 from Visions of History edited by H. Abelove, etc. New York: Pantheon Books, 1984.

Ｅ・Ｐ・トムスン／ナタリ・Ｚ・デイヴィス／Ｃ・ギンズブルグ他『歴史家たち』（近藤和彦・野村達朗編訳, 名古屋大学出版会, 1990）
- New Left Review pages 3-25, Volume 201, 1993.
- Palmer, B.D. The Making of E.P. Thompson: Marxism, Humanism, and History, Toronto: New Hogtown Press, 1981.
- Palmer, B.D. E.P. Thompson Objections and Oppositions, New York: Verso, 1994.
- Radical History Review, pages 152-164, Volume 58, 1994.
- 松村高夫「特集「社会史と文学」－Ｅ・Ｐ・トムスンを追悼する－」『三田学会雑誌』86巻3号（1993）
- 近藤和彦「トムスン（エドワード・パーマ）1924－93」尾形勇他編『20世紀の歴史家たち』4（刀水書房, 2001）